# 立知
立知，是腾讯于2018年1月31日上线的新闻类应用程序，于2018年2月1日下线。

## 简介
立知是腾讯上线的一款基于兴趣的信息订阅和推送的应用程序，支持微信号与QQ号登录，登录后进入首页。立知的首页为热点事件，热点事件被分为了“大事”“小情”：“大事”是大数据和编辑团队筛选的热门事件；“小情”由用户自主订阅。立知首页下端的功能分类按钮则有首页、发现及我的，其中“发现”是以某事件为主要内容作为分类的主题。
立知注册需要邀请码，获取邀请码有三种方式：填写问卷，符合条件的用户会收到邀请码、已登录用户会有5个邀请码、已登录用户分享内容获得邀请码。

## 抄袭风波
立知发布后，因为整体设计和功能与同类型应用程式“即刻”相似，被认为涉嫌抄袭即刻。媒体人冯大辉称，即刻创始人提到腾讯旗下应用宝的一个团队曾经寻求与即刻合作，但随后却抄袭即刻。即刻首席运营官林航在即刻发文并晒出截图表示应用宝某团队在2017年以应用商店搜索内容显示合作为名进行商谈，以合作的姿态提供部分主题接口，但却对即刻进行复刻推出立知。
2月1日晚，立知下线，腾讯称因立知的功能引起较大争议，暂停内测，下架整改。立知下线后，即刻首席执行官叶锡东在微信朋友圈称腾讯是即刻的股东，腾讯对即刻的帮助很大，腾讯投资部、业务部和法务部非常友善专业，此次即刻与立知的摩擦是一场误会，部分原因是两个团队之间缺乏沟通，请求不要再报道此事，而即刻会继续好好做产品。随后腾讯首席执行官马化腾在下面评论表示感谢。即刻首席运营官林航在微信朋友圈表示立知已经下线，并且会“一如既往地喜欢腾讯”。